# Aberystwyth
Aberystwyth er en lille by (13.500 indbyggere) i "Ceredigion county" (75.000 indbyggere) på Wales' vestkyst i bunden af Cardigan Bugt.
Byen er et søgt feriested, kendt for sin søpromenade og ruinerne af den gamle borg, Aberystwyth Castle, der blev opført af Edvard 1. under erobring af Wales. Havnen har været travlere end den er nu, men der er stadig små 50 pub'er i byen. Byen er hjemsted for Wales' første universitet med 7.000 studerende og for Wales' nationalbibliotek.